# 横江金夫
横江 金夫（よこえ かねお、1934年〈昭和9年〉1月3日 - 2025年〈令和7年〉2月3日）は、日本の政治家。元日本社会党衆議院議員（1期）、元愛知県議会議員（4期）。

## 来歴
愛知県名古屋市出身。1958年、明治大学法学部卒業。
24歳で下之一色漁業協同組合に入り、4年間組合長を務める。1963年、愛知県議会議員選挙に名古屋市中川区選挙区から日本社会党公認で立候補し初当選した。以後4期務め、この間社会党愛知県本部書記長や副委員長を歴任した。
1983年の第37回衆議院議員総選挙で旧愛知6区から立候補して初当選。1985年11月にはジャパンライフからの献金を巡って中曽根康弘内閣総理大臣を追及した。1986年の第38回衆議院議員総選挙で落選した。1992年の第16回参議院議員通常選挙で愛知県選挙区から社会党公認で立候補したが、次点で落選した。
1993年に社会福祉法人共愛会を設立し、特別養護老人ホームなどを運営する。
2025年2月3日、老衰のため名古屋市の老人ホームで死去した。91歳没。死没日付をもって正六位に叙された。